# Autodrehkran 80

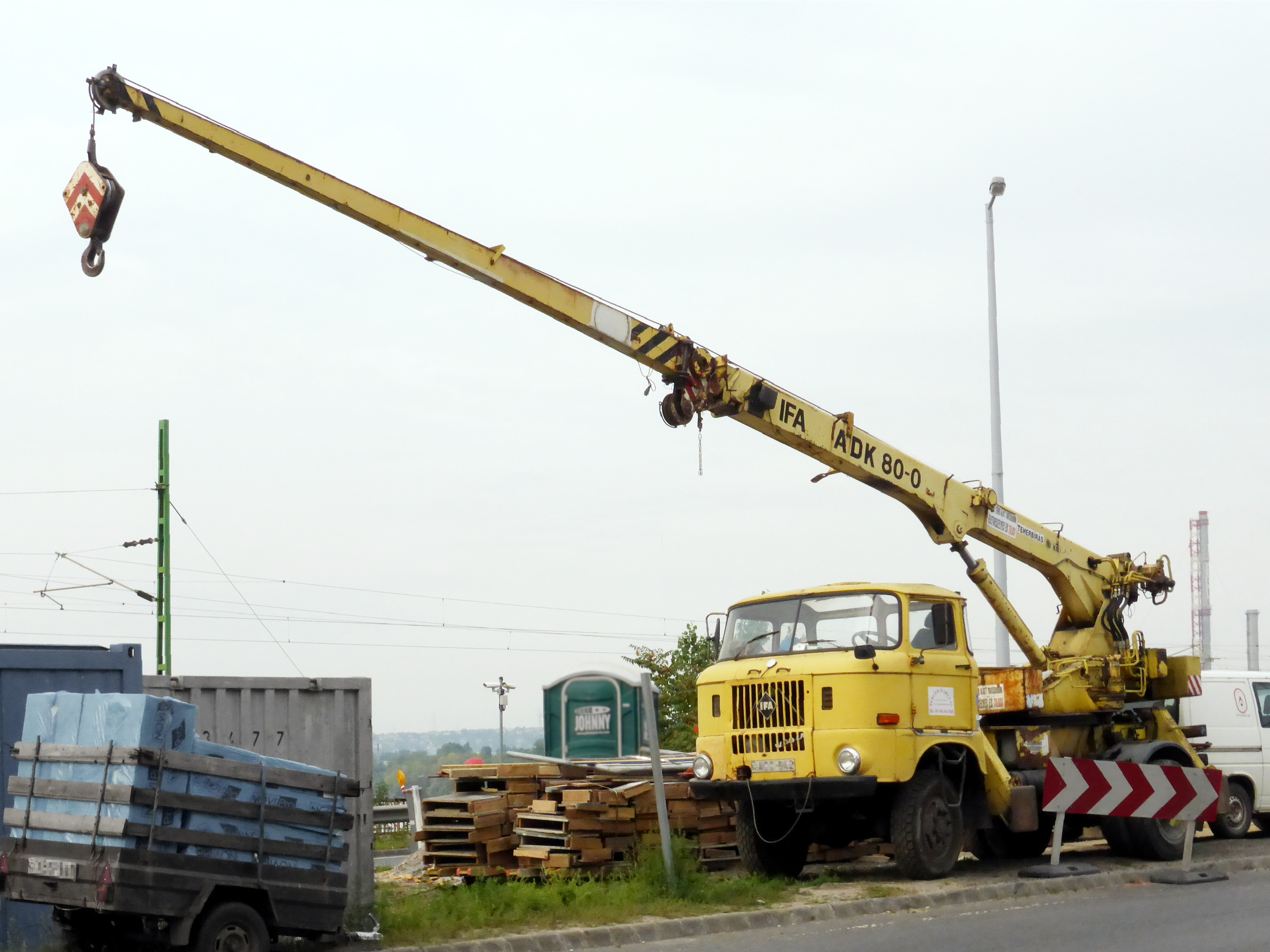
ADK 80 mit ausgefahrenem Ausleger (2014)

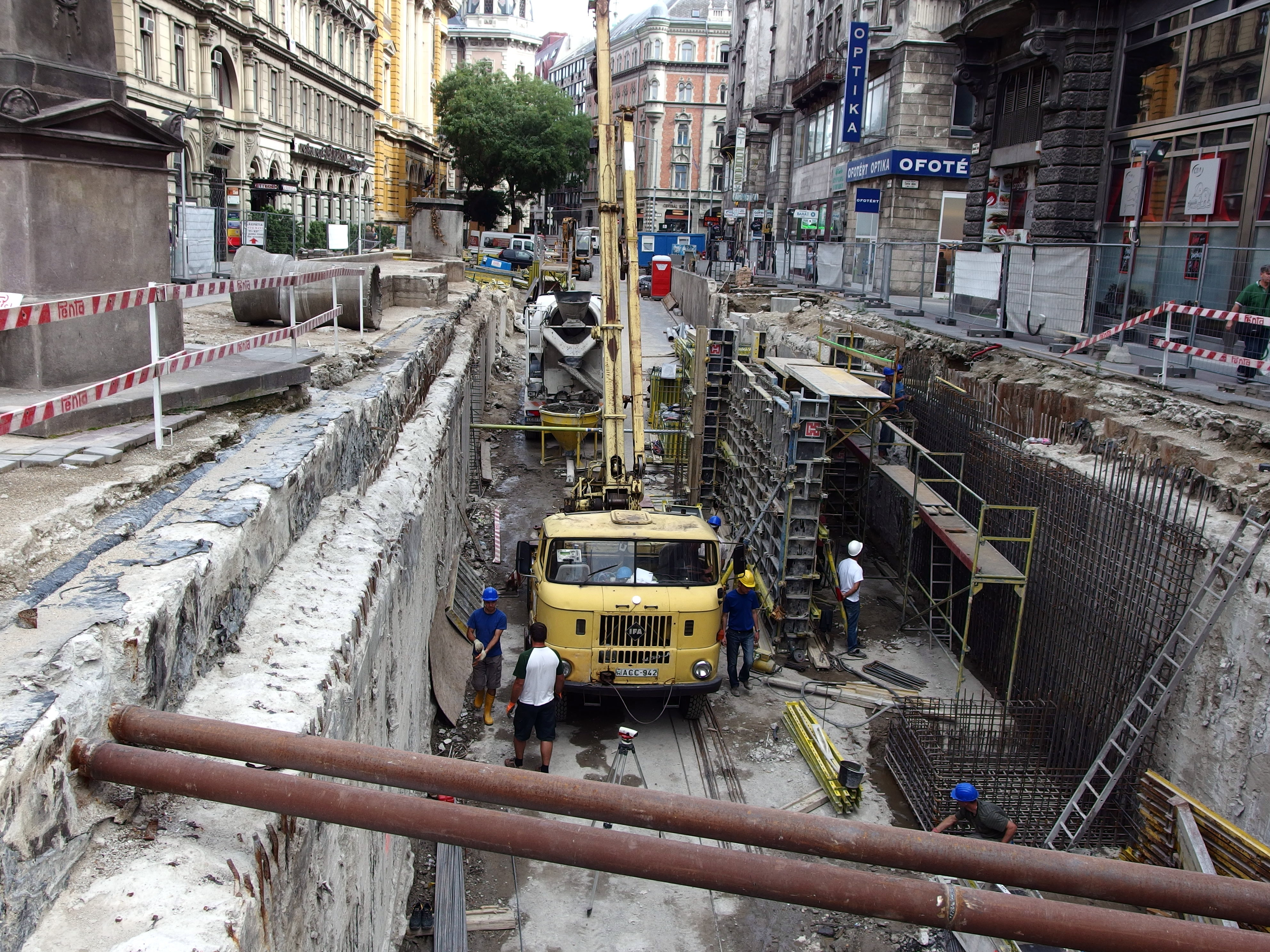
ADK 80 bei Tiefbauarbeiten in Budapest (2013)

Der Autodrehkran 80 (ADK 80, auch ADK 80-0) ist ein in der DDR hergestellter Autokran mit einer maximalen Tragfähigkeit von 8 Tonnen (80 Dezitonnen).

## Geschichte
1982 begann die Entwicklung des ADK 80 im VEB Maschinenbau „Karl Marx“ Babelsberg. Er sollte ursprünglich den ADK 70 ablösen. Der ADK 80 wurde für den universellen Einsatz konzipiert. Basisfahrzeug sollte das Allrad-Fahrgestell des IFA W50 sein. 1984 entstanden zehn Funktionsmuster und zehn Fertigungsmuster. Die Serienproduktion sollte im gleichen Jahr beginnen, erfolgte aber aufgrund von ungenügender Seriensicherheit erst 1985. Die Produktionskapazität für den ADK 80 reichte über Jahre nicht aus und es gab Probleme mit der empfindlichen Mikroelektronik, so dass der ADK 70 weiterhin produziert wurde. Auch preislich konnte der ADK 80 sich nicht sehr erfolgreich am Markt etablieren. Bis zur Einstellung der Produktion im Jahr 1989 wurden nur 350 Stück gebaut.
Erstmals wurden bei einem Autokran in der DDR mikroelektronische Bauelemente verwendet, die der sicherheitstechnischen Überwachung des Kranbetriebes dienten. Eine breite Palette an Zusatzausrüstungen sollte die vielfältigen Einsatzmöglichkeiten gewährleisten. Dazu wurden unter anderem ein elektrohydraulischer Schüttgutgreifer, Vakuumlasthaftgeräte und Lasthaftmagneten angeboten. Für den ADK 80 war der Kranbetrieb über Fremdstromeinspeisung vorgesehen. Möglich war auch die Abgabe von Drehstrom und der Betrieb einer Arbeitsplattform.
Der einfach teleskopierbare Ausleger war mit einem 6 Meter langen Spitzenausleger erweiterbar. Die Bedienung des Kranes erfolgte über das hinter dem Beifahrersitz befindliche Bedientableau und dortige Steuerschalter. Dazu konnte der Beifahrersitz um 180° nach hinten gedreht werden.

## Technische Daten ADK 80

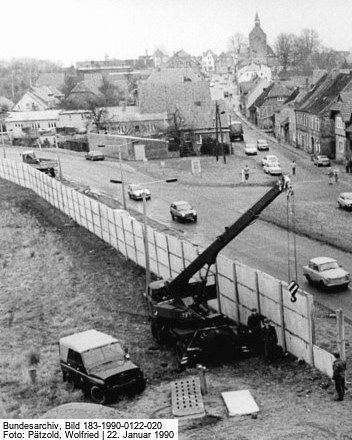
ADK 80 der NVA (unter anderem mit Niederdruck-Ballonreifen ausgestattet) im Januar 1990 an der innerdeutschen Grenze nördlich der Dassower Brücke beim Entfernen der Sichtschutzwand entlang der Transitstrecke (heutige Bundesstraße 105)

Wie beim ADK 70 diente auch beim ADK 80 der IFA W50 mit langem Radstand (3700 mm) und Allradantrieb als Basisfahrzeug.
- Besatzung: 1/1
- Kranbetrieb: hydraulisch
- maximale Tragfähigkeit: 8,0 t
- maximale Ausladung: 15,5 m / 0,06 t
- maximale Hubhöhe: 17,0 m
- Drehbereich: 360°
- maximale Drehgeschwindigkeit: 2,5/min
- maximale Hubgeschwindigkeit: 68,0 m/min
- Motor: 4 VD 14,5/12-1 SRW
  - 4-Zylinder-Viertakt-Dieselmotor, wassergekühlt
  - Bohrung × Hub: 120 × 145 mm
  - Hubraum: 6560 cm³
  - Leistung: 92 kW (125 PS) bei 2300/min
- Getriebe: 5+1-Gang-Schaltgetriebe, Geländegang
- Bereifung: 9.00-20 PR 12
- Abmessungen in Transportstellung: (L × B × H) 7600×2500×3300 mm
- Dienstgewicht: 11.400 kg
- Fahrgeschwindigkeit: 70 km/h[1]